# Gasteria brodawkowata
Gasteria brodawkowata, jęzorka brodawkowata, aloesik brodawkowaty (Gasteria carinata var. verrucosa) – odmiana gatunku G. carinata z rodziny złotogłowowatych (Asphodelaceae). Pochodzi z Południowej Afryki. Roślina ozdobna.
Roślina o krótkiej i przyziemnej łodydze. Liście dość grube, soczyste i wydłużone w kolorze ciemnozielonym. Zakończone są ostrym szpicem. Liść pokryty jest białymi brodawkami ułożonymi dwustronnie. Łodyga kwiatowa wyrasta do 60 cm wysokości z gronem zwisających czerwonych kwiatów.